# Televisión interactiva
Televisión interactiva (conocida por las siglas iTv del inglés Interactive Television) hace referencia a un nuevo concepto de ver la televisión. El telespectador pasa a ser un elemento activo capaz de escoger aquello que realmente le interesa y beneficiarse de nuevos servicios ofrecidos a través del televisor.

## Introducción
La televisión interactiva representa la adaptación de este medio de comunicación a un entorno en el cual el telespectador reclama mayor protagonismo y nuevos servicios que se adapten a sus preferencias. Uno de sus objetivos es abrir una nueva puerta de entrada a la información en los hogares.

### Definición
La interactividad que ofrece esta televisión adquiere diferentes niveles que van desde una interactividad básica, como por ejemplo la realizada con el televisor (modificar el volumen o cambiar de canal), pasando por una interactividad media como sería solicitar una película en un determinado momento (vídeo bajo demanda) o hasta un nivel alto de interactividad, en el cual el telespectador puede influir directamente en el desenlace de un programa en emisión, por ejemplo mediante una votación realizada en muchos casos a través de un Canal de retorno.

### Precedentes interactivos
La interactividad, propiamente entendida como tal, no es nada nuevo en la televisión. Diversos servicios ofrecidos a lo largo de la historia de la televisión analógica, pueden entenderse como principios de la interactividad. Algunos de ellos son:
- El sistema de audio Zweiton que ofrece la posibilidad de escoger el idioma (dual) o el sonido (estéreo).
- El teletexto que permite la visualización de varias páginas informativas de diferente temática.
- Las páginas especiales del teletexto que permiten acceder a subtítulos.

## Servicios interactivos

### Tipos de servicios
Se pueden establecer tres categorías de servicios:
- Servicios de información: Son aquellos que ofrecen una información independiente de la programación audiovisual que se está emitiendo en ese momento.
- Servicios ligados a la programación: Son aquellos que complementan con información suplementaria la programación audiovisual emitida.
- Servicios transaccionales: Son aquellos que ofrecen la posibilidad de enviar y recibir información de forma personalizada y exclusiva.

### Aplicaciones interactivas
Los servicios interactivos se implementan por medio de aplicaciones interactivas. Podemos definir las aplicaciones interactivas como aquellos programas adicionales a los contenidos de televisión a los que puede accederse y puede ejecutar un descodificador interactivo. El usuario es el que decide si quiere o no ver las aplicaciones interactivas mediante una acción simple con el mando a distancia. Con el fin de comunicar al usuario la posibilidad de acceso a aplicaciones interactivas, los operadores o canales de televisión presentan un pequeño menú que indica al usuario que puede ver una aplicación o un grupo de aplicaciones interactivas.
Estas aplicaciones comúnmente también se clasifican según el servicio que desarrollen.

#### Servicios Públicos
- Servicios de información (estado del tráfico, tiempo, farmacias de guardia, teléfonos de interés, información de aeropuertos, trenes, autobuses, etc).
- Servicios avanzados (cita en servicios sanitarios, gestión de impuestos, informaciones y servicios de ayuntamientos y administraciones públicas, servicios sociales a colectivos específicos, etc).

#### Servicios Comerciales o de Ocio
- Fidelización a contenidos o programas, concursos, votaciones, publicidad interactiva, venta por impulso, compra de eventos (fútbol, cine, conciertos, etc).
- Informaciones sobre concursantes, actores, etc. Pueden tanto independientes del contenido, como integradas y sincronizadas con el mismo (concurso interactivo al mismo tiempo que el programa).

## Elementos del sistema interactivo
El concepto de televisión interactiva cuenta con importantes elementos necesarios para dotarla de los diferentes niveles de interactividad. Entre ellos destacan los siguientes:

### Set-top box(STB)
Éste es el nombre con el que se suele referir al dispositivo encargado de recibir la señal de televisión analógica o digital y en algunos casos, encargado también de la decodificación del mismo. Entre sus muchas funciones está la de ejecutar aplicaciones interactivas que previamente habremos descargado a través de nuestro operador de red. 

### Canal de retorno
Se refiere al medio por el cual el usuario se comunica con el proveedor de servicios o contenidos.

## Tipos de interacción
Básicamente, el nivel de la televisión interactiva lo marca el elemento con el cual estamos finalmente interactuando. De este modo, se diferencian tres tipos marcados de interactividad que se corresponden con el Set-top box (STB),el Operador de red y el Proveedor de contenidos.

### Interactividad con STB
Este es el tipo más extendido de interactividad, aunque en muchos casos no es entendida como tal. Realmente la interacción en este primer nivel no deja de ser una evolución de los servicios tradicionalmente ofrecidos. En el caso por ejemplo de la televisión digital, podemos englobar aquí servicios ofrecidos del tipo:
- Consulta de la guía electrónica de programas(EPG), que ayuda a tener una visión más rápida y eficaz de la programación.
- Acceso al VPI (Visual Program Index),que nos permite ver minimizados los canales televisivos ofertados, provocando una rápida visualización del contenido.
- Acceso a la información mejorada mediante aplicaciones interactivas sobre noticias, informes meteorológicos, tráfico, etc.
- Consumo de vídeos bajo demanda (NVOD) que se reemiten cada cierto período.
- Utilización de la EPG para la grabación de programas mediante el Set-top box (DVR/PVR) y visualizarlos en cualquier instante de tiempo.

### Interactividad con el Operador de red
Están incluidos aquellos servicios de vídeo bajo demanda de emisión única y dedicada a un usuario específico. Es decir, aquellos que permiten una televisión a la carta pero requieren un canal dedicado de transmisión.

### Interactividad con el Proveedor de contenidos
En esta modalidad de interacción, el usuario está en contacto directo con el proveedor de contenidos mediante el uso del canal de retorno. Dependiendo de la naturaleza de este canal, obtendremos mayor o menor interactividad. Para los canales de retorno más usados, encontramos las siguientes posibilidades:
- Línea telefónica: Aplicaciones de voz para contenidos con participación del público en directo, Pay Per View (PPV), posibilidad de ampliar la información publicitaria, etc.

- SMS: Votaciones por medio de mensajes cortos.

- Conexión a Internet. Si se dispone de un STB con conexión a Internet, obtenemos una mayor flexibilidad y el acceso alternativo a Internet, comúnmente contratado a través de líneas telefónicas.

- Cable. Generalmente no requiere un canal de retorno separado como los anteriores y además ofrece servicios de Internet y correo electrónico.

## TV interactiva e Internet
La televisión interactiva e Internet son dos sistemas, orientados al público, los cuales permiten acceder a la información, y al mismo tiempo, son plataformas de ocio.
Aunque, desde una visión tecnológica albergan multitud de similitudes, son funcionalmente muy diferentes y están adaptados a distintas condiciones fisiológicas del usuario.

### Similitudes
Las semejanzas en ambos sistemas son las siguientes:
- La interficie con el usuario (pantalla). En el caso de Internet, es de ordenador; mientras que en el de TV-i, es de televisión.
- Los servicios disponibles: correo electrónico, foros...
- Las herramientas y algunos servicios: conexión de servidores, opción de navegación… Además, en ambos sistemas, a través del módem telefónico o del ADSL, se puede acceder a la red.
- Equipos específicos, con procesadores de alta calidad (potentes), memoria y capacidad de almacenamiento en disco externo. Un ordenador en el caso de Internet y un receptor digital en el de TV-i.

### Diferencias
Pese a sus semejanzas, existen numerosos aspectos que los distinguen:
- Los conocimientos requeridos para poner en marcha los diferentes dispositivos (encender el ordenador, entrar en Internet, navegar y operar en él versus apretar un botón…).
- La navegación e interacción: de mayor facilidad en Internet, debido a las herramientas de este (teclado, ratón), las cuales permiten un mayor desplazamiento por la pantalla y una mayor simplicidad a la hora de introducir textos. En cambio, en la TV-i, estas dos funciones se deben realizar a través de las teclas (arriba, abajo, izquierda y derecha) del mando a distancia, acto que se produce mediante “saltos” entre los diversos “botones” de la pantalla, así pues, resulta de alta dificultad la introducción de palabras, frases, etc.
- El ambiente de uso: el empleo de Internet, es generalmente individual; mientras que, la televisión interactiva, en su mayoría, es de utilización colectiva.
- La actitud: habitualmente, en el caso de Internet, este requiere una postura de trabajo, recta (sentado en una mesa), por consiguiente, una actitud activa. Por el contrario, la TV-i, se suele emplear en un ambiente de ocio, en el sofá (mueble que propicia un uso más pasivo y relajado).
- Presentación: los dos sistemas están constituidos por grafismos, proporciones y colores distintos; inadaptables (en el caso de la TV-i) al otro sistema, ya que generarían múltiples problemas en la presentación en pantalla.

### Diseño de productos
Conocer las diferencias y similitudes entre ambos sistemas es muy importante para el diseño de productos y para poder solucionar las diversas necesidades según las posibilidades de cada uno.
En TV-i, es necesario que los productos sean de sencilla navegación, con un número limitado y claro de opciones, las cuales no requieran de teclado, y que, con pocas acciones del mando, se pueda acceder a la opción deseada.
También es preciso el diseño específico de tales productos, con el fin de evitar problemas de presentación.
En cambio, en Internet, el usuario escoge un ISP mediante el que accede a los contenidos. Este no influye ni en la presentación en pantalla, ni en la navegación.